# ピーター・ホーネス
ピーター・ホーネス（Peter Honess, 1945年 - ）は、イギリスの編集技師である。1973年以降30作品以上にクレジットされている。『L.A.コンフィデンシャル』で英国アカデミー賞編集賞を受賞した。

## 経歴
1956年から1963年までQueen's College, Tauntonで教育を受けた。その後、父が働いていたメトロ・ゴールドウィン・メイヤーのイギリス支部で見習い編集技師となった。1971年にアメリカ合衆国へ渡り、ホラー映画『悪魔の赤ちゃん』（1974年）などに参加した。その後イギリスに戻り、編集助手となるが、1984年の『チャンピオンズ』で編集技師に復帰する。以降の主な編集に『L.A.コンフィデンシャル』（1997年）、『2番目に幸せなこと』（2000年）、『ハリー・ポッターと秘密の部屋』（2002年）、『トロイ』（2004年）、『イーオン・フラックス』（2005年）、『ポセイドン』（2006年）、『ライラの冒険 黄金の羅針盤』（2007年）、『愛しのベス・クーパー』（2009年）、『パーシー・ジャクソンとオリンポスの神々』（2010年）などがある。
『Following the Tundra Wolf』（1974年）でアメリカ映画編集者協会賞ドキュメンタリー映画賞を受賞した。また『L.A.コンフィデンシャル』では英国アカデミー賞編集賞を受賞した他、アカデミー編集賞にもノミネートされた。
アメリカ映画編集者協会の会員である。

## 関連文献
- Honess, Peter; Urioste, Frank (July/August 2001 issue). “Peter Honess & Frank Urioste: Two Long-Time Friends Talk About Their Work, Part I”. Editors Guild Magazine.  オリジナルの2008年7月13日時点におけるアーカイブ。 {{cite news}}: |date=の日付が不正です。 (説明)⚠
- Honess, Peter; Urioste, Frank (September/October 2001). “Peter Honess & Frank Urioste: Two Long-Time Friends Talk About Their Work, Part II”. Editors Guild Magazine.  オリジナルの2008年7月13日時点におけるアーカイブ。 {{cite news}}: |date=の日付が不正です。 (説明)⚠